# Zrakové vady
Zrakové vady jsou nedostatky zrakového vnímání různé etiologie a rozsahu. Nejčastější příčiny vzniku zrakových vad jsou:
- vlivy pre-, peri- a postnatální (vrozený šedý zákal vzniká po prodělání zarděnek v období těhotenství, retinopatie nedonošených (ROP) - patologický vývoj sítnice vlivem tlaku kyslíku v inkubátoru, otravy a úrazy, infekční onemocnění),
- dědičnost (atrofie zrak. nervu, degenerativní onemocnění sítnice, šedý a zelený zákal, těžká krátkozrakost, zákal rohovky).

Očními vadami se zpravidla rozumí refrakční vady lidského oka, tj. neschopnost dobře vidět na určité vzdálenosti. Jiné oční patologie se obvykle označují jako oční choroby nebo nemoci oka. Mezi základní refrakční vady patří krátkozrakost, dalekozrakost a astigmatismus. Nějakou oční vadou trpí značná část lidstva, v některých oblastech světa je to dokonce většina populace. Jako refrakční vada se projevuje také presbyopie, která však není v pravém slova smyslu nemocí, ale přirozeným důsledkem stárnutí organismu.
Těžkým zrakovým postižením se rozumí takové snížení úrovně zrakových funkcí, které jedince výrazně handicapuje vůči zdravé populaci a nelze jej vykorigovat brýlemi, příp. kontaktními čočkami do normy. Zrakové postižení podle úrovně omezení zrakových funkcí je následně rozděleno na kategorie:
1. Střední slabozrakost – zraková ostrost s nejlepší možnou korekcí: maximum menší než 6/18 (0,30); minimum rovné nebo lepší než 6/60 (0,10); 3/10–1/10, kategorie zrakového postižení 1
2. Silná slabozrakost – zraková ostrost s nejlepší možnou korekcí: maximum menší než 6/60 (0,10); minimum rovné nebo lepší než 3/60 (0,05); 1/10–10/20, kategorie zrakového postižení 2
3. Těžce slabý zrak
  - zraková ostrost s nejlepší možnou korekcí: maximum menší než 3/60 (0,05); minimum rovné nebo lepší než 1/60 (0,02); 1/20–1/50, kategorie zrakového postižení 3
  - koncentrické zúžení zorného pole obou očí pod 20 stupňů, nebo jediného funkčně zdatného oka pod 45 stupňů
4. Praktická slepota – zraková ostrost s nejlepší možnou korekcí 1/60 (0,02), 1/50 až světlocit nebo omezení zorného pole do 5 stupňů kolem centrální fixace, i když centrální ostrost není postižena, kategorie zrakového postižení 4
5. Úplná slepota – ztráta zraku zahrnující stavy od naprosté ztráty světlocitu až po zachování světlocitu s chybnou světelnou projekcí, kategorie zrakového postižení 5

- Projevy poruch:
  - nerozvinutí, snížení či ztráta vizuální percepce (počitky, vjemy, představy),
  - omezení pracovní činnosti spojené s výkonností,
  - všeobecné postižení osobnosti (emocionalita, vůle, charakter),
  - působí následně i narušení v oblasti sociálních vztahů,
  - základním smyslem ovšem zůstává sluch (na rozdíl od hluchého dítěte se i vrozeně slepé dítě naučí mluvit, tj. dospěje do úrovně 2. signální soustavy).

- Duševní slepota – poruchy v korové části analyzátoru lokalizované oboustranně v týlním laloku, vidí ale nerozeznává.
- Slovní slepota – porucha jednostranného jádra korové části analyzátoru; neschopnost poznávat psané znaky, obdobné slovní hluchotě.

## Základní pojmy z patofyziologie vidění
- Akomodace: schopnost zaostření na různě vzdálené předměty.
- Konvergence: souhyb očí, sbíhavost.
- Adaptace: schopnost přizpůsobení se různé intenzitě světla.
- Barvocit: schopnost oka rozeznávat barvy či světlo o různé délce vlny.
- Zorné pole: část prostoru, kterou vidíme přímo před sebou:
  - centrální vidění – nejostřejší viděné předměty v makulární krajině,
  - periferní vidění – vidění okrajových částí sítnice,
  - binokulární vidění – zorná pole obou očí se z větší části překrývají.
- Skotom: výpadek části zorného pole.
- Presbyopie: fyziologický pokles akomodační schopnosti, která se začíná objevovat po 40. roce života a projevuje se obtížemi při pozorování předmětů zblízka (hlavně písmen).
- Hemeralopie: šeroslepost, snížená schopnost vidět za šera.
- Zraková ostrost: viděné předměty se zobrazují na sítnici, nejpřesněji v makulární krajině; úhel, který svírají paprsky z bodů, již oko stačí jistě rozlišit jako dva; je měřítkem zrakové ostrosti.

## Rozdělení zrakových postižení
1. Dle druhu zrakové vady:
  1. ztráta zrakové ostrosti (refrakční vady),
  2. postižení šíře zorného pole (skotom, trubicové vidění),
  3. okulomotorické poruchy (strabismus),
  4. problémy se zpracováním zrakových podnětů (kortikální slepota),
  5. poruchy barvocitu.
2. Dle stupně zrakového postižení:
  1. slabozrakost,
  2. zbytky zraku,
  3. slepota (amauróza).
3. Dle délky trvání:
  1. krátkodobé,
  2. opakující se,
  3. dlouhodobé, chronické, příp. progresivní.

Refrakční vady = objevují se asi ve 30 %:
- Krátkozrakost (myopie):
  - z důvodu prodloužení oka v předozadní ose vzniká obraz před sítnicí,
  - dobře vidí na blízko, špatně na dálku,
  - ke zjištění dochází zpravidla v počátcích školní docházky (třeba pozorovat dítě, zda se nedívá moc zblízka do učebnic),
  - třeba dbát na správnou životosprávu dítěte, dostatek spánku, pestrou stravu apod.,
  - krátkozrakost dále dělíme na: lehkou (do 3 dioptrií), střední (do 7 dioptrií) a těžkou (nad 7 dioptrií),
  - nedoporučují se takové sporty, kde dochází k otřesům nebo k možnosti úderům do hlavy, zakazujeme skákání do vody, hluboké předklony, zdvihání těžkých břemen apod.,
  - napravuje se brýlemi s rozptylnými skly.
- Dalekozrakost (hypermetropie):
  - délka oka je v poměru k lomivosti optického ústrojí malá, obraz se tvoří až za sítnicí,
  - u dětí v útlém věku normální, neboť oko do normálního tvaru teprve dorůstá,
  - napravuje se brýlemi se spojkovými skly.
- Astigmatismus:
  - rohovka či čočka je různě zakřivena,
  - oko vidí špatně do dálky i zblízka, pomáháme skly, které lámou paprsky v jednom směru (jsou to vlastně části válce – skla cylindrická).

## Nejčastější zraková postižení

### Barvoslepost (achromazie)
- porušené schopnosti vnímat či rozlišovat barvy
- částečná – postiženo nejčastěji vnímání červené a zelené
- úplná (daltonismus) – postižený vidí vše v odstínech šedé; velké potíže působí ostré světlo, někdy nutno užívat ochranné brýle; vyčleňuje postižené z výkonu různých povolání (doprava, umění)

### Tupozrakost (amblyopie)
- funkční vada zraku, která postihuje zpravidla 1 oko a projevuje se snížením zrakové ostrosti jednoho oka, čímž dochází k porušení vidění oběma očima, tzv. binokulární vidění
- průvodním jevem je šilhání (používání okluzoru).

### Šilhavost (strabismus)
Porušení rovnovážného postavení očí, někdy náprava operací.

### Slabozrakost
- orgánová vada zraku projevující se částečným nevyvinutím, snížením nebo zkreslující činností zrakového analyzátoru očí, tím poruchou zrakového vnímání
- postižený nemůže číst běžné velikosti písma
- 3 stupně: lehké, střední a těžký stupeň

### Zbytky zraku
- orgánová vada zraku projevující se závažným nevyvinutím, snížením nebo zkreslující činností zrakového analyzátoru očí, tím poruchou zrakového vnímání
- člověk se otáčí za světlem a silné světlo upoutá jeho pozornost
- může se zlepšovat i zhoršovat

### Slepota (amauróza)
- neschopnost jedince vnímat zrakem i přes zachování určitého zrakového čití – světlocitu
- slepota praktická – zachován světlocit, příp. i projekce
- slepota totální – úplná absence vidění